# Урочище «Липник І»
Уро́чище «Ли́пник I» — ботанічна пам'ятка природи місцевого значення в Україні. Об'єкт природно-заповідного фонду Хмельницької області. 
Розташована в межах Заслучненської сільської громади Хмельницького району Хмельницької області, на схід від села Котюржинці.
Площа 0,6 га. Статус присвоєно згідно з рішенням облвиконкому від 4.09.1982 року № 278. Перебуває у віданні ДП «Старокостянтинівський лісгосп» (Красилівське лісництво, кв. 78, вид. 6).
Статус присвоєно для збереження частини лісового масиву з цінними насадженнями горіха айлантолистого (горіха Зібольда).
Поруч розташоване заповідне урочище Урочище «Липник ІІ».